# Lasse Nilsson
Pour les articles homonymes, voir Nilsson.
Lasse Nilsson, né le 3 janvier 1982 à Borlänge en Suède est un ancien footballeur international suédois. Durant sa carrière il évoluait au poste d'attaquant. Il est actuellement directeur sportif du club suédois de Norrby IF. 

## Biographie
En juillet 2007, il signe un contrat de 4 ans avec l'AS Saint-Étienne. Tardant à s'imposer, il est prêté durant une saison et demie dans les clubs danois d'Ålborg puis suédois d'Elfsborg, où il avait déjà passé deux saisons. Le 29 janvier 2009, Nilsson est prêté avec option d'achat au club néerlandais de Vitesse Arnhem. Il tentera de relancer sa carrière en Eredivisie, où il brilla sous les couleurs du SC Heerenveen, entre 2004 et 2007, en marquant 22 buts pour 76 matches disputés.

## Carrière
| Saison        | Club                  | Pays     | Division    | Matchs | Buts |
| ------------- | --------------------- | -------- | ----------- | ------ | ---- |
| 2000          | IK Brage              | Suède    | Superettan  | 18     | 2    |
| 2001          | IK Brage              | Suède    | Superettan  | 27     | 13   |
| 2002          | IF Elfsborg           | Suède    | Allsvenskan | 24     | 5    |
| 2003          | IF Elfsborg           | Suède    | Allsvenskan | 23     | 4    |
| 2004          | IF Elfsborg           | Suède    | Allsvenskan | 26     | 7    |
| 2004-2005     | SC Heerenveen         | Pays-Bas | Eredivisie  | 14     | 4    |
| 2005-2006     | SC Heerenveen         | Pays-Bas | Eredivisie  | 28     | 9    |
| 2006-2007     | SC Heerenveen         | Pays-Bas | Eredivisie  | 34     | 9    |
| 2007-2008     | AS Saint-Étienne      | France   | Ligue 1     | 5      | 0    |
| 2008          | AaB Ålborg (prêt)     | Danemark | SAS Liagaen | 12     | 2    |
| 2008          | IF Elfsborg (prêt)    | Suède    | Allsvenskan | 15     | 3    |
| Jan 2009-2009 | Vitesse Arnhem (prêt) | Pays-Bas | Eredivisie  | 13     | 4    |
| 2009-2010     | Vitesse Arnhem        | Pays-Bas | Eredivisie  | 30     | 7    |

## Palmarès
- Vainqueur du Championnat de Suède : 2012
- Vainqueur de la Svenska Cupen en 2003